# Devarodes phyleis
Devarodes phyleis là một loài bướm đêm trong họ Geometridae.